# Wysokie (Ukraina)
Wysokie, Toustobaby (ukr. Висо́ке, Wysoke) – wieś na Ukrainie, w rejonie czortkowskim obwodu tarnopolskiego. Wieś liczy 1286 mieszkańców.
Do 2020 w rejonie monasterzyskim.

## Historia
W 1625 Mikołaj Kurdwanowski z Kurdwanowa herbu Półkozic podzielił się z Adamem Kurdwanowskim dobrami Toustobaby, Korszów, Zawadówka, Wyczółki. Wieś założona w 1785 r. 
W II Rzeczypospolitej wieś była siedzibą gminy wiejskiej Toustobaby w powiecie podhajeckim województwa tarnopolskiego. Tutejszy majątek ziemski należał do Jana Rozwadowskiego, ożenionego z hr. Anną Gołaszewską. 
W lutym 1940 r. NKWD zesłało na Syberię 25 polskich rodzin, 2 ukraińskie i 1 żydowską (razem 118 osób). Wszyscy zostali wywiezieni do wsi Suchołoże k. Swierdłowska. Przebywało tam łącznie 150 rodzin z powiatu podhajeckiego. W 1943 r. w Toustobabach powstała polska samoobrona. W kwietniu 1944 r. ukraińscy esesmani z SS Galizien zabili tutaj 12 Polaków. We wrześniu 1944 r. mężczyźni z wioski zostali powołani do Wojska Polskiego. 
22 grudnia 1944 roku Ukraińska Powstańcza Armia zabiła w Toustobabach co najmniej 82 Polaków.

## Urodzeni w Toustobabach
Szczepan Siekierka (ur. 3 sierpnia 1928  – zm. 15 stycznia 2021) – polski działacz społeczny, prezes Stowarzyszenia Upamiętnienia Ofiar Zbrodni Ukraińskich Nacjonalistów.

## Dwór
- w drugiej połowie XIX w. we wsi znajdowały się trzy dwory. Najstarszy dwór wybudowany w stylu klasycystycznym sprzedany został osadnikom z Małopolski Zachodniej[6].